# Sàn đấu sinh tử
Sàn đấu sinh tử (tựa gốc tiếng Anh: Fight Club) là một bộ phim điện ảnh Mỹ của đạo diễn David Fincher sản xuất năm 1999 với sự tham gia của Brad Pitt và Edward Norton dựa trên tác phẩm cùng tên của nhà văn Chuck Palahniuk.

## Tóm tắt phim
Edward Norton vào vai người kể chuyện, thanh tra bảo hiểm cho một hãng sản xuất ôtô nổi tiếng. Mặc dù có cuộc sống vật chất đầy đủ, anh vẫn cảm thấy cuộc đời đơn điệu, hơn nữa anh bị mắc chứng bệnh mất ngủ. Để thoái khỏi tình trạng này, người kể chuyện tìm đến các câu lạc bộ trợ giúp những người bị mắc bệnh hiểm nghèo, lấy các tên gọi khác nhau, giả vờ bị những bệnh khác nhau để được lắng nghe và an ủi. Buổi tối trở về nhà, anh ngủ ngon lành như một đứa trẻ. Nhưng chẳng bao lâu, Marla Singer (Helena Bonham Carter) xuất hiện, phá vỡ sự yên lành này. Cô ta cũng lang thang ở các câu lạc bộ trợ giúp để kiếm cà phê miễn phí. Người kể chuyện lại tiếp tục bị mất ngủ. Trong một lần đi máy bay, anh gặp Tyler Durden (Brad Pitt), một tay buôn xà phòng làm từ mỡ người với triết lý bất cần đời. Hai người rủ nhau thành lập "câu lạc bộ chiến đấu" (Fight Club) nơi mà tất mọi người đàn ông đến lao vào các cuộc đánh nhau tay đôi, quên hết cuộc sống xã hội của họ. Nhưng kế hoạch của Tyler Durden không dừng lại ở đây...

## Bình luận
- Bộ phim phê phán gay gắt xã hội hiện đại, nơi mà vẻ bề ngoài chiếm vị trí quan trọng. Chính xã hội này đã đẩy những người đàn ông trong phim tìm đến Fight Club, chỉ để tìm được cảm giác là mình đang sống. Người kể chuyện có một căn hộ sang trọng với toàn đồ IKEA, nhưng anh luôn mong một lần nào đó khi anh đang đi máy bay, máy bay sẽ nổ tung và mọi chuyện kết thúc. Tyler Durden đã kéo tất cả ra khỏi tình trạng này với triết lý:

Anh không phải là công việc của anh
Anh không phải là bộ quần áo anh mặc
Anh không phải là số tiền anh có...
Tự do, theo Tyler, là khi ta dám từ bỏ tất cả những gì mình đang có, không tuân theo bất kỳ luật lệ nào cả, chấp nhận là cuộc đời này có thể kết thúc bất cứ lúc nào. Khi ta không có gì, chẳng còn gì là quan trọng nữa. Người kể chuyện cho nổ tung căn nhà của mình để có thể tìm đến tự do thực thụ. Khi trả lời viên thanh tra cảnh sát điều tra về vụ nổ rằng anh rất quý trọng những đồ đạc mà anh có, rằng đó là tất cả cuộc đời anh, người kể chuyện nhủ thầm: "Xin cảm ơn hội đồng giám khảo Oscar" vì thật ra anh đang diễn kịch.
- Tyler Durden là hiện thân của một con người mà người kể chuyện luôn muốn trở thành. Điều này được làm rõ trong cảnh đối đầu giữa hai người trong phòng khách sạn, nhưng hơn thế, Tyler mang dáng dấp của một người cha mà người kể chuyện luôn cảm thấy thiếu vắng kể từ khi cha anh bỏ anh đi từ nhỏ. Đoạn Tyler bỏ đi sau tai nạn ôtô rất giống cảnh một người cha rời nhà: Tyler đến bên gường của người kể chuyện khi anh đang ngủ, xoa đầu anh nói tạm biệt rồi xách vali rời phòng, khép lại cánh cửa. Người kể chuyện nói: "Cha tôi đã bỏ tôi đi, Tyler cũng bỏ tôi đi nốt".
- Người kể chuyện không có tên bởi anh có thể là bất cứ ai trong chúng ta. Tyler có gọi anh là Jack, Jack là tên gọi trong một tập sách mà người kể chuyện tìm được trong căn nhà mà anh ở với Tyler, trong quyển sách đó, một bộ phận cơ thể của người tên Jack tự kể chuyện. Sau đó, người kể chuyện dựa trên mẫu câu này mà nói:

Tôi là nỗi sợ lạnh sống lưng của Jack
Tôi là cuộc đời đã hỏng của Jack
Tôi là cảm giác bị bỏ rơi của Jack
...
- Trước khi nhân vật Tyler Durden xuất hiện, một số hình ảnh của nhân vật này được chèn giữa cách cảnh phim như đoạn người kể chuyện đứng ở máy photocopie, người kể chuyện đến gặp bác sĩ xin thuốc ngủ,... Những hình này chỉ kéo dài đúng một khung hình phim (khoảng 0,034 giây). Tyler còn xuất hiện trong đội ngũ phục vụ khách sạn đồng thanh nói "chào mừng" trên màn hình tivi ở đầu phim.

## Doanh thu và phản ứng của báo chí
Fight Club được công chiếu lần đầu tại Mỹ vào ngày 15 tháng 10 năm 1999. Ngay trong tuần đầu tiên bộ phim đã được chiếu trên 1.963 rạp phim và đạt doanh thu 11.035.485 đô la; đứng đầu bảng xếp hạng khi đó. Ở tuần tiếp doanh thu của bộ phim giảm 42.6% và chỉ đạt 6.335.870 đô la. Tổng cộng bộ phim thu về 37.030.102 đô la trong thị trường Mỹ và 100.853.753 đô la trên toàn thế giới.